# San Juan de los Llanos, Guerrero
San Juan de los Llanos är en ort i Mexiko.   Den ligger i kommunen Igualapa och delstaten Guerrero, i den sydöstra delen av landet, 300 km söder om huvudstaden Mexico City. San Juan de los Llanos ligger 35 meter över havet och antalet invånare är 958.
Terrängen runt San Juan de los Llanos är kuperad åt nordost, men åt sydväst är den platt. San Juan de los Llanos ligger nere i en dal. Runt San Juan de los Llanos är det ganska glesbefolkat, med 48 invånare per kvadratkilometer. Närmaste större samhälle är Ometepec, 10,5 km öster om San Juan de los Llanos. Omgivningarna runt San Juan de los Llanos är en mosaik av jordbruksmark och naturlig växtlighet.